# Francesc Arabí Arabí
Francesc Arabí Arabí (Gata de Gorgos, 1970), conegut com Quico Arabí, és un periodista i escriptor valencià.
Arabí ha treballat com a redactor del diari Levante-EMV en les seccions d'economia i cultura, però on ha destacat en la crònica política i especialment en la investigació de casos de corrupció, considerat com la persona que va destapar el cas IVEX que implicava al president de la Generalitat Valenciana Eduardo Zaplana o el cas del Càrtel de Foc que implicava el conseller Serafín Castellano. També ha oferit informacions rellevants dels casos Taula, Nóos, Gürtel, Fabra o Blasco. També ha estat professor associat de periodisme a la Universitat de València i ha participat en diversos congressos sobre corrupció, transparència i periodisme d'investigació. En aquest camp ha publicat dos llibres, ambdós centrats en la figura del president Zaplana, en els que analitza una època política marcada per la corrupció al País Valencià: Ciudadano Zaplana (2019) i Los tentáculos del truhán (2022).
Arabí va ser acomiadat del Levante-EMV el 2024, enmig d'un procés de reducció de la plantilla del diari, i comença a col·laborar a eldiario.es.